# Línea SE721 (EMT Madrid)
El Servicio Especial (S.E.) codificado como SE721 de la EMT de Madrid une el área intermodal de Canillejas con el Estadio Metropolitano.

## Características
Este servicio especial sólo funciona los días en los que se producen eventos en el Estadio Metropolitano y actúa como línea exprés entre el intercambiador de Canillejas y dicho estadio.

### Frecuencias
| Días con evento en el Estadio Metropolitano                            |                |
| Entre 2 h antes del evento y 1 h 30 min tras la finalización del mismo | cada 5 minutos |

## Recorrido y paradas

### Sentido Estadio Metropolitano
La línea inicia su recorrido en el área intermodal de Canillejas, desde donde sale a la calle de Alcalá, girando a la derecha por la calle de Mequinenza. Al final de la misma, continúa de frente por la avenida de Luis Aragonés, que recorre entera hasta finalizar su recorrido junto al Estadio Metropolitano.
| Código | Parada                       | Común con | Conexiones con Metro  | Otros |
| ------ | ---------------------------- | --------- | --------------------- | ----- |
| 4592   | CANILLEJAS (Área Intermodal) | 88        | Canillejas            |       |
| 4649   | ESTADIO METROPOLITANO        |           | Estadio Metropolitano |       |

### Sentido Canillejas
Desde la avenida de Luis Aragonés, la línea entra a la plaza de Grecia, saliendo por la avenida de Arcentales, que recorre hasta girar a la derecha por la avenida de Canillejas a Vicálvaro. Al final de la misma, gira a la derecha por la calle de Alcalá, que recorre hasta girar a la izquierda por la avenida de Jaca, recorriéndola entera hasta girar a la derecha por la calle de Josefa Valcárcel, circulando por ésta hasta girar a la derecha para entrar al área intermodal de Canillejas, donde finaliza su recorrido.
| Código | Parada                       | Común con         | Conexiones con Metro  | Otros |
| ------ | ---------------------------- | ----------------- | --------------------- | ----- |
| 4649   | ESTADIO METROPOLITANO        |                   | Estadio Metropolitano |       |
| 2951   | Alcalá-Avenida Canillejas    | 77 105 140 153 N5 | Torre Arias           |       |
| 4592   | CANILLEJAS (Área Intermodal) | 88                | Canillejas            |       |